# Pterostichus tareumiut
Pterostichus tareumiut är en skalbaggsart som beskrevs av Ball. Pterostichus tareumiut ingår i släktet Pterostichus och familjen jordlöpare. Inga underarter finns listade i Catalogue of Life.